# Alsophylax pipiens
Alsophylax pipiens е вид влечуго от семейство Геконови (Gekkonidae). Видът не е застрашен от изчезване.

## Разпространение и местообитание
Разпространен е в Казахстан, Китай, Монголия, Русия, Туркменистан и Узбекистан.
Обитава пустинни области, скалисти райони, склонове, поляни, дюни, степи и езера.

## Описание
Популацията на вида е стабилна.